# ألبرشت آدم
ألبرشت آدم (بالألمانية: Albrecht Adam)‏ (و. 1786 – 1862 م) هو رسام، ونقاش ألماني، ولد في نوردلينغن، توفي في ميونخ، عن عمر يناهز 76 عاماً.

## جوائز
حصل على جوائز منها:
- النيشان البافاري الماكسيميلياني للعلوم والفن (1853).

## روابط خارجية
- ألبرشت آدم على موقع ديسكوغز (الإنجليزية)